# Bianca da Cervia
Bianca da Cervia è un'opera di Antonio Smareglia su libretto di Francesco Pozza (sotto lo pseudonimo di Fulvio Fulgonio). Fu rappresentata per la prima volta al Teatro alla Scala di Milano il 7 febbraio 1882. La première ebbe «splendida riuscita»; qualche perplessità dovuta all'interpretazione del personaggio di Hannak fu superata nelle recite successive grazie a una nuova cantante, Amalia Stahl.
L'opera, che comunque ebbe una buona accoglienza, è, insieme a Preziosa, una prova giovanile molto convenzionale di Smareglia, in cui è fortissima l'imitazione dello stile delle opere più popolari di Giuseppe Verdi. Più tardi Smareglia avrebbe rinnegato questi due lavori, considerandoli «spregevoli assurdità».

## Interpreti della prima rappresentazione
| Personaggio | Interprete          |
| ----------- | ------------------- |
| Arnaldo     | Francesco Vecchioni |
| Renata      | Elvira Colonnese    |
| Bianca      | Elena Teodorini     |
| Aldo        | Federico Devilliers |
| Odrisio     | Gottardo Aldighieri |
| Hannak      | Giuditta Casaglia   |

Direttore: Franco Faccio.

## Trama
La scena ha luogo in Ravenna e dintorni nel XIV secolo.

### Atto I
Il Marchese ha promesso in sposa la figlia Renata ad Aldo, ma Renata è innamorata di Odrisio. Odrisio è stato assente alcuni anni, per conquistare la gloria in Francia come militare e diventare così degno di Renata. Odrisio fa ritorno proprio il giorno in cui Renata dovrebbe promettersi ad Aldo, ma Renata, alla vista di Odrisio, non trova la forza di dichiarare un falso amore.

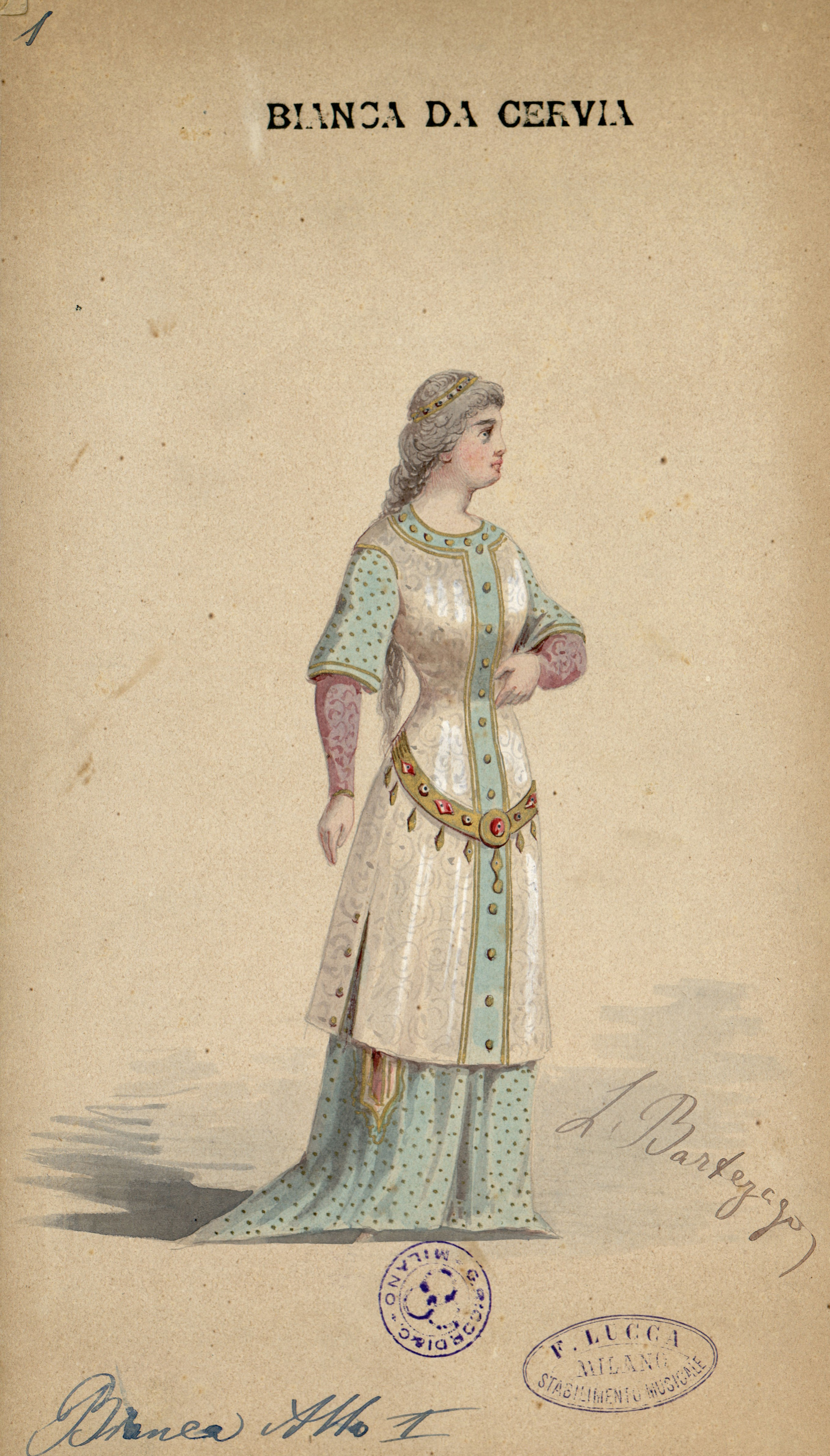
Bianca (soprano), figurino per Bianca da Cervia atto 1 (1882).

### Atto II
Aldo e Odrisio si sono dati convegno, per sfidarsi a duello, in un luogo selvaggio. Prima di Odrisio giunge Bianca, la sorella di Renata segretamente innamorata di Aldo, al quale riesce finalmente a confessare i propri sentimenti. Aldo però aspetta con ansia Odrisio.
Quando quest'ultimo giunge appare, attratta dalle voci, Hannak, una vecchia che vive in solitudine in un antro. Hannak riconosce in Odrisio il giovane che alcuni anni prima ha sedotto e abbandonato sua figlia, spingendola al suicidio, e lo maledice. Il duello ha inizio ma a Odrisio appare lo spettro della figlia di Hannak e fugge in preda al rimorso.

### Atto III
Renata è stata rinchiusa dal Marchese in uno sperduto castello, dove però lei e Odrisio riescono ad incontrarsi. Con l'aiuto di Hannak Aldo trova la dimora di Renata e riesce ad uccidere Odrisio tendendogli un agguato mentre lui e la giovane progettano una fuga.

### Atto IV
Aldo viene condannato a morte, ma è salvato da Bianca che dichiara di essere stata sedotta da lui e resa madre. Una legge dell'epoca (chiamata "Legge di Matilde") prescrive che in questo caso la pena di morte venga commutata in esilio per entrambi. Bianca però si è pure avvelenata, voleva solo salvarlo e muore. Aldo rifiuta il suo intervento in quanto poco onorevole per lui e si consegna al boia.

## Discografia
- Una marcia funebre tratta dall'opera si trova in: Antonio Smareglia: Ouvertures e Intermezzi; direttore Silvano Frontalini, Orchestra Sinfonica Lituana di Vilnjus; Bongiovanni GB2142 (1982).